# 学校運営機構
学校運営機構株式会社（がっこううんえいきこうかぶしきかいしゃ）とは、学校法人八洲学園が設立した公立学校の運営を行う日本初の民間企業。

## 沿革
- 2010年学校法人八洲学園の出資により設立。

## 事業領域
コア事業
学校の運営
学校の再生
学校の新設支援

## 代表者
代表者取締役　和田公人